# Galeodes kozlovi
Espèce
Synonymes
- Galeodes caspius kozlovi Birula, 1911

Galeodes kozlovi est une espèce de solifuges de la famille des Galeodidae.

## Distribution
Cette espèce se rencontre en Mongolie, en Chine, au Turkménistan et en Ouzbékistan.

## Description
Le mâle décrit par Roewer en 1934 mesure 40 mm et la femelle 47 mm.

## Publication originale
- Birula, 1911 : Arachnologische Beitrage. I. Zur Skorpionen und Solifugen-Fauna des Chinesischen Reiches. Revue russe d'entomologie, vol. 11, no 2, p. 195-199 (texte intégral).